# Lago Wicko
Il lago Wicko è un lago della Polonia.